# Eviphis
Eviphis es un género de ácaros perteneciente a la familia Eviphididae.

## Especies
EviphisBerlese, 1903
- Eviphis acutus Tao & Gu, 1996
- Eviphis barunensis Samsinak & Daniel, 1978
- Eviphis chanti Arutunian, 1992
- Eviphis cryptognathus Gu & Bai, 1990
- Eviphis cultratellus (Berlese, 1910)
- Eviphis dalianensis Sun, Yin & Zhang, 1992
- Eviphis emeiensis Zhou, Wang & Ji, 1990
- Eviphis himalayaensis Ma & Piao, 1981
- Eviphis hirtellus (Berlese, 1892)
- Eviphis huainanensis Wen, 1965
- Eviphis nanchongensis Zhou, Chen & Wei, 1990
- Eviphis oeconomus Yang & Gu, 1991
- Eviphis ostrinus (C.L. Koch, 1835)
- Eviphis parindicus Bhattacharyya, 1993
- Eviphis pyrobolus (C.L.Koch, 1839)
- Eviphis qinghaiensis Chen & Li, 1998
- Eviphis ramosae Ramaraju & Mohanasundaram, 1996
- Eviphis ruoergaiensis Zhou, Chen & Wei, 1990
- Eviphis shaanxiensis Gu & Huang, in Gu, Bai & Huang 1989
- Eviphis sikkimensis Bhattacharyya, 1993
- Eviphis spatulaesetae Ramaraju & Mohanasundaram, 1996
- Eviphis tongdensis Li, Yang & Wang, 2000
- Eviphis tsherepanovi Davydova, 1979
- Eviphis wanglangensis Zhou, Chen & Wei, 1990
- Eviphis zolotarenkoi Davydova, 1979